# Записки от подземието
„Записки от подземието“ (на руски: Записки из подполья; Zapiski iz podpol'ya) е новела от Фьодор Достоевски, публикувана през 1864 г. Считана е от много за един от първите екзистенциални романи. Представя се като извадка от мемоарите на горчив и изолиран разказвач, който е пенсиониран държавен служител, живеещ в Санкт Петербург. Първата част от историята е разказана под формата на монолог или като дневник на „подземния човек“ и атакува възникващата западна философия, особено „Какво да се прави?“ на Николай Чернишевски. Втората част на книгата е назована „По повод мокрия сняг“ и описва някои събития, които изглеждат като разрушителни и понякога подновяват подземния човек, който действа като антигерой.

## Значение в световната литература
- Много екзистенциалисти, и по-специално Жан-Пол Сартр, смятат новелата като въведение към своята философия.
- Фридрих Ницше казва, че в този роман „истината крещи“.